# Zarja (schip)

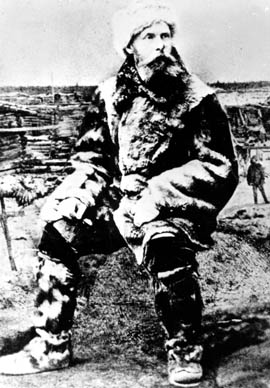
Eduard Toll (1858-1902)

De Zarja droeg niet de Russische vlag, maar de vlag van de jachtclub Neva. De vlag van Finland is gebaseerd op deze vlag

De Zarja (Russisch: Заря; "Zonsopgang") was een zeil- en stoombrik die door de Russische Academie van Wetenschappen werd gebruikt voor een poolexpeditie van 1900 tot 1903.
Tegen het einde van de 19e eeuw was de Russische Acdemie van Wetenschappen op zoek naar een onderzoeksboot voor lange expedities. Het eerste en lange tijd enige onderzoekschip van de academie werd de Zarja. In 1899 kocht baron Eduard Toll, een poolonderzoeker die bezig was met de voorbereidingen voor een nieuwe poolexpeditie, voor de prijs van 60.000 roebels de "Harald Harfager" (de bijnaam van de Noorse koning Harald I); een Noorse bark met drie masten. Toll werd bij zijn keuze geholpen door de Noorse poolonderzoeker Fridtjof Nansen, die een schip aanraadde dat vergelijkbaar was met zijn Fram. Het schip was 44 meter lang en 10,2 meter breed. Het had een waterverplaatsing van 1.082 ton volgeladen, een draagvermogen van 450 ton en een diepgang van 5 meter.
Het schip werd vervolgens omgedoopt tot Zarja en naar de scheepswerf van Colin Archer in Larvik gestuurd om flink te worden aangepast om ook het ijs aan te kunnen. In oktober 1899 kreeg het schip toestemming van de Noorse autoriteiten voor een drie jaar lange reis door het poolgebied.

## De Russische poolexpeditie (1900-1903)
Op 21 juni 1900 vertrok de Zarja uit Sint-Petersburg met een 20-koppige bemanning. Nikolaj Kolomejtsev was aangesteld tot kapitein over het schip. Op 24 juli kwam het schip aan in de haven van Aleksandrovsk aan de Moerman (nu Polyarny) en vervolgde daarna haar weg naar de Karazee. Op 12 augustus werd in de haven van Dikson aangemeerd. De Zarja maakt haar eerste overwintering mee toen ze gevangen werd in het ijs van een baai die Toll vernoemde naar de scheepswerf van Colin Archer (Colin Archerbaai) en gelegen was nabij het eiland Tajmyr. De wetenschappers verrichtten gedurende 11 maanden onderzoek in de Nordenskiöldarchipel en de kust van het schiereiland Tajmyr. In het voorjaar werd Kolomejtsev door Toll uitgestuurd op een lange sledentocht en werd de tweede in bevel, Fjodor Matisen, aangesteld als kapitein voor de rest van de expeditie.
In augustus 1901 voer het schip over de Laptevzee naar de Nieuw-Siberische Eilanden, op zoek naar het legendarische Sannikovland (Zemlja Sannikova) maar werd in haar poging al snel geblokkeerd door drijvend pakijs. In 1902 werden de pogingen om Sannikovland te vinden voortgezet terwijl Zarja vast bleef zitten in het ijs verbonden met het vasteland. Baron Toll en drie metgezellen verlieten het schip op zoek naar het mysterieuze land, dat een van de hoofddoelen vormde van de expeditie. In november 1902 verdwenen ze echter na te zijn vertrokken vanaf het eiland Bennett in de richting van het zuiden over drijvende ijsschotsen.
Het ijs had de Zarja zwaar beschadigd en zonder hoop op reparatie werd het schip uiteindelijk afgemeerd ten oosten van de delta van de rivier de Lena, in de baai van Tiksi aan de lijzijde van het eiland Broesneva, waar ze altijd is blijven liggen.
Het schip voer onder de vlag van de Jachtclub Neva, de oudste jachtclub van Rusland, tot op het moment dat ze werd gestript van al haar materiaal en het schip werd afgezonken. Kapitein Matisen trok naar Jakoetsk, terwijl de rest van de expeditieleden naar Sint-Petersburg vertrokken. Het schiereiland Zarja ten oosten van de Middendorffbaai in de Karazee is vernoemd naar het schip.
Documenten en artefacten van de expeditie worden tegenwoordig bewaard door het stadsmuseum van Poljarny in de oblast Moermansk.